# 施江東
施江東（1897年7月12日—1952年12月13日），臺灣彰化鹿港人，臺灣醫師，專精內科與小兒科。曾於鹿港開設四方醫院，1933年遷至嘉義行醫。
戰前時常參與地方公共事務，曾參與鹿港文化協會，任鹿港街協議會員、鹿港信用組合理事，並當選嘉義市會議員。

## 生平

### 早年習醫經歷
施江東出生於鹿港街海埔厝四六一番地，為鹿港名紳世家，排行家中長子。1912年畢業於鹿港公學校，後於1916年考取臺灣總督府醫學專門學校，1921年3月與施江西一同畢業，隔年4月進入彰化基督教醫院工作，累積臨床經驗。

### 自設四方醫院
1922年返鄉，與施江西於鹿港菜市頭六三六番地共同開設「四方醫院」。四方醫院的命名源自施家四兄弟名字中的東、南、西、北四個方位，包括施江西繼續於鹿港經營的醫院與施江南於大稻埕開設的醫院皆以「四方醫院」命名。
後再進入臺北醫學專門學校就讀，於1930年取得臺灣醫學得業士認定試驗合格。
同年嘉義街升格為臺南州嘉義市，加上阿里山鐵路與林业蓬勃發展，吸引大量人群移居，其中亦包括不少鹿港人。在同鄉的邀約下，施江東1933年搬遷至嘉義，於嘉義市元町五丁目六番地（今嘉義市公明路354號）落腳，此處即為當時俗稱的「米街」，於街角再度開設四方醫院，主治內科、外科、小兒科、眼科。因施江東具十數年診療經驗，吸引許多嘉義市內病人求診。
開業時亦有詩人賴雨若，以〈詠贈四方醫院施江東先生移寓諸羅開業紀念〉贈予施江東。
山青水綠映花紅，
料有靈芝發此中。
出谷鶯鳴喬木上，
杏林春色在江東。
1939年，施江東再將住處與醫院遷至嘉義市北門町六丁目四二番地（今嘉義市中山路262號），營業過程中雖受太平洋战争波及，必須疏開至郊區避難，但醫院建築未受波及，戰後仍持續營業。

### 公共事務參與
除行醫之外，施江東曾於1922年擔任鹿港街協議會員，1928年擔任鹿港信用組合理事。此時彰化郡下海埔厝庄發生新高製糖株式會社土地糾紛，會社贌耕此處土地的契約於1929年1月已屆期滿，卻欲強行收購土地，甚至動用警方進行干涉。施江東與部分地主對此事深感不滿，而向臺中地方法院提出訴訟，遭判決訴訟駁回。
遷居至嘉義後，施江東於1935年11月參選第一屆臺灣市會及街庄協議會員選舉，當選嘉義市會議員，並在1936年被任命為嘉義市委員，委囑辦理衛生事務。後曾受日本赤十字社臺灣支部推薦為特別社員。
據其子施民生的夫人所述，施江東樂於助人，與嘉農棒球隊關係良好，常有球隊隊員到家中作客。

### 二二八事件之影響
其弟施江南被捕後，施江東於6月27日致臺灣省參議會電報，陳請胞弟生死不明，或生亦須表示，或死亦須視死所，俾家屬領詩埋葬，多次與施江南夫人陳焦桐致電官方，四處尋找施江南的下落卻無結果，官方亦未對此答覆。
施江南之死對其產生極大的衝擊，1951年施江東突然結束醫院業務，改投入製造業，投資嘉義澱粉工業有限會社，擔任廠長，經營樹薯粉、葛粉製造與販賣。

### 晚年境況
喜好讀書，與故鄉友人作家葉榮鐘感情良好，其族妹施纖纖為葉榮鐘妻子。
1952年施江東因胃潰瘍逝世，得年五十六歲。於施江東離世後，四方醫院建築轉賣予臺灣合會使用，作為合會儲蓄機構營業空間使用。

## 家庭
施家於康熙年間由晉江南遷至鹿港海埔，其父施瑞呈從事食鹽買賣，家族日漸發達，至第七代時，施家四兄弟已活躍於臺灣社會，積極參與地方公共事務。施江西的父親施瑞呈與母親陳謹，總共育有四子：施江東、施江西、施江南、施江北。
施江東的妻子蔡而，來自清水蔡源順家族，兩人育有一位養子、兩位養女：
- 施民生：由其弟施江西過繼，曾於台大醫院病理科任職，1954年為杜聰明醫師延攬，共同創辦私立高雄醫學院，並擔任病理科主任教授，後赴美國任羅徹斯特大學教授，晚年返臺於羅東醫院執業。[12]
- 施郁芬：由其弟施江南過繼。
- 施佳墨：由其弟施江西過繼，畢業於美國堪薩斯大學醫學院。